# Karl Friesz
Karl Friesz (uváděn též jako Friess) (8. dubna 1853 Znojmo – 8. února 1938 Vídeň) byl rakousko-uherský admirál. Jako absolvent námořní akademie sloužil u c. k. námořnictva od roku 1870. Absolvoval několik zaoceánských cest a vystřídal řadu funkcí, na přelomu 19. a 20. století byl již velitelem velkých bitevních lodí. Svou kariéru zakončil jako zástupce velitele námořního arzenálu v Pule (1902–1905). V roce 1906 byl penzionován v hodnosti kontradmirála a od té doby žil v soukromí.

## Životopis

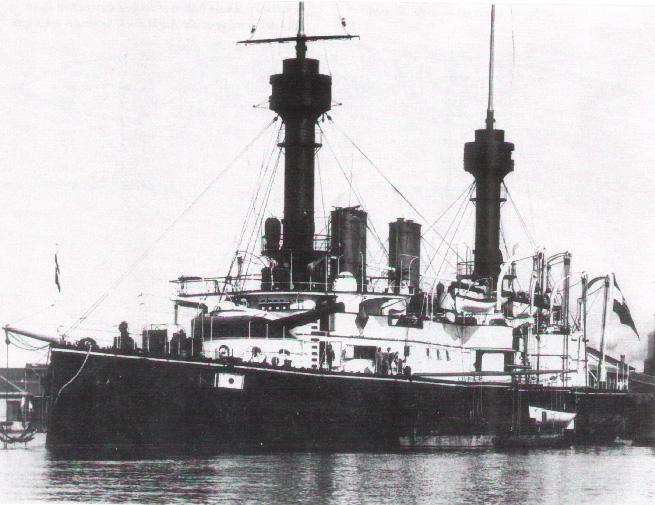
Křižník SMS Kaiserin und Königin Maria Theresia, vlajková loď Karla Friesze v letech 1894–1896

Pocházel z rodiny důstojníka a v roce 1865 nastoupil k námořnictvu na cvičné lodi SMS Venus, kde získal první průpravu, následně v letech 1866–1870 studoval na C. k. námořní akademii v Rijece.  V roce 1870 se stal kadetem a v letech 1870–1871 na fregatě SMS Novara absolvoval cestu do Karibiku a severní Ameriky. Kromě služby na různých lodích byl také důstojníkem námořní pěchoty v Pule a v roce 1874 získal hodnost praporčíka. S přestávkami strávil několik let u námořního arzenálu v Pule a postupoval v hodnostech (poručík II. třídy 1883, poručík I. třídy 1885). Na palubě cvičné lodi SMS Novara se věnoval výcviku námořních kadetů a v letech 1884–1885 absolvoval další zaoceánskou plavbu do Brazílie a dalších států jižní Ameriky jako navigační důstojník na korvetě SMS Aurora. Později byl již velitelem menších plavidel a mimo jiné dělostřeleckým důstojníkem na císařské jachtě SMS Greif nebo prvním důstojníkem na korvetě SMS Erzherzog Friedrich.
V hodnosti korvetního kapitána (1. listopadu 1894) byl prvním důstojníkem na křižníku SMS Kaiserin Elisabeth (1894) a následně velitelem na křižníku SMS Kaiserin und Königin Maria Theresia (1894–1896). Na palubě této lodi absolvoval cestu do Severního a Baltského moře. V hodnosti fregatního kapitána (1. listopadu 1898) byl velitelem dělového člunu SMS Nautilus a letech 1899–1900 ředitelem výzbroje u námořního arzenálu v Pule. Jako velitel cvičné lodi SMS Saida absolvoval v roce 1900 zaoceánskou plavbu s kadety námořní akademie. 
K datu 1. května 1901 byl povýšen do hodnosti kapitána řadové lodi, byl velitelem bitevních lodí SMS Monarch (1901–1902) a SMS Habsburg (1902). V letech 1902–1905 byl zástupcem velitele námořního arzenálu v Pule. Ke dni 1. ledna 1906 byl penzionován a při té příležitosti obdržel hodnost kontradmirála. Od té doby žil v soukromí a usadil se ve Vídni.
Zemřel ve věku 84 let 8. února 1938 ve Vídni, kde byl o tři dny později zpopelněn v krematoritu na Centrálním hřbitově. 
Od roku 1885 byl ženatý s Emilií, rozenou Adamovou, dcerou lékaře. Měli spolu dva syny, Viktora a Richarda. 

## Řády a vyznamenání
Během služby u námořnictva získal několik ocenění v Rakousku-Uhersku i v zahraničí.

### Rakousko-Uhersko
- Služební odznak pro důstojníky III. třídy (1895)
- Jubilejní pamětní medaile (1898)
- Řád železné koruny III. třídy (1906)
- Vojenský jubilejní kříž (1908)

### Zahraničí
- Řád slávy IV. třídy (1882, Tunisko)
- Řád slávy II. třídy (1899, Tunisko)
- Řád sv. Stanislava II. třídy (1900, Rusko)
- Námořní záslužný kříž III. třídy (1902, Španělsko)